# Cristiano Ronaldos internationella flygplats
Cristiano Ronaldos internationella flygplats (IATA: FNC, ICAO: LPMA); tidigare: Madeiras flygplats) är en internationell flygplats på den portugisiska ön Madeira.
Den 29 mars 2017 ändrades namnet från Madeira flygplats till Cristiano Ronaldo flygplats för att hedra den portugisiske fotbollsspelaren Cristiano Ronaldo som är född på ön Madeira.
Flygplatsen, som är belägen vid havet åt ena sidan och bergen åt andra sidan, är ansedd som en av världens farligaste flygplatser att landa på, då landningsbanan är kort med bergen nära flygplatsen samtidigt som hårda vindar från havet ibland försvårar landningen.